# هيروكو هاتانو
هيروكو هاتانو (باليابانية: 畑野ひろ子؛ بالكانا: はたの ひろこ) هي عارضة وممثلة يابانية، ولدت في 23 نوفمبر 1975 في سايتاما في اليابان.